# 5º Gruppo volo
Il V Gruppo era un Gruppo di volo del Servizio Aeronautico del Regio Esercito, attivo nella prima guerra mondiale.

## Storia

### Prima guerra mondiale
Il V Gruppo nasce il 30 aprile 1916 dal Gruppo aviazione artiglieria dal quale eredita le squadriglie 41ª Squadriglia, 42ª Squadriglia, 43ª Squadriglia e 44^ comandato dal maggiore Emilio Gamerra a Chiasottis di Pavia di Udine per la 3ª Armata con compiti prevalentemente legati all'artiglieria.
Il 10 giugno cede la 41^ e nell'aprile 1917 il comando passa al magg. Mario Santi.
Il 5 maggio arrivano la 38ª Squadriglia e 39ª Squadriglia S.P. ed il 15 luglio la 28ª Squadriglia S.P.
In ottobre arriva la 118ª Squadriglia SAML ma si sciolgono le squadriglie Caudron 42^, 43^ e 44^.
Dopo la battaglia di Caporetto è composto dalle squadriglie 28^, 38^, 39^ e 118^ su Marcon e Tessera (Venezia) ed il 7 novembre arriva la 23ª Squadriglia.
Il 13 novembre il tenente colonnello Santi muore in volo colpito da un proiettile da terra ed il 16 dicembre il comando interinale passa al capitano Ottorino Mutti.
Nel gennaio 1918 le squadriglie hanno solo 2 aerei S.P.3 (uno sviluppo del Savoia-Pomilio SP.2) ed il nuovo SIA 7b ha gravi problemi.
A marzo il Gruppo è a Carpenedo comandato dal cap. Ercole Messi con la 23ª S.P.3, 28^ SIA, 118^ SAML e 1ª Sezione della 24ª Squadriglia a Marcon e 38^ SIA e 39^ SAML a Tessera.
A metà marzo arriva la 62ª Squadriglia Savoia-Pomilio SP.4 e cede la 118^. Poi cede la 23^ ed il 31 maggio riceve la 131ª Squadriglia Pomilio.
In estate arrivano gli aerei utilizzati dalla Giovane Italia, forze speciali del Servizio Informazioni della III^ Armata, che lasciano oltre le linee agenti segreti e dal 7 luglio cede la 131^.
A metà agosto Messi viene trasferito ed alla fine delle ostilità il Gruppo comandato interinalmente dal cap. Pietro Pinna Parpaglia dispone delle 28ª, 38ª e 39ª Squadriglia.
A dicembre si sposta ad Aiello del Friuli comandato dal cap. Vittorio Giovine con la 38ª e 39ª e viene sciolto 1º agosto 1919.

### Seconda guerra mondiale
Al 10 giugno 1940 era con la 31ª Squadriglia, 39ª e 40ª Squadriglia dell'Aeroporto di Venaria Reale sugli IMAM Ro.37 per l'Aviazione Ausiliaria per l'Esercito.
Nell'ambito della Campagna italiana di Grecia si sposta in Albania con la 31ª e 39ª Squadriglia a Devoli dal 15 gennaio 1941.
Dopo l'Invasione della Jugoslavia dell'aprile 1941 partecipa alle operazioni di contro guerriglia con la 31ª e 39ª con 17 velivoli a Scutari.
All'8 settembre 1943 era all'Aeroporto Internazionale di Mostar con la 33ª Squadriglia a Mostar con 2 Caproni Ca.311 e 4 Caproni Ca.314 e la 128ª Squadriglia all'Aeroporto di Zara-Zemonico con 6 CA 314.